# Cethosia cydippe
Cethosia cydippe is een vlinder uit de familie Nymphalidae. De wetenschappelijke naam werd gepubliceerd in 1763 door Carl Linnaeus.